# Oribatella capucinus
Oribatella capucinus är en kvalsterart som först beskrevs av Balogh och Sandór Mahunka 1969.  Oribatella capucinus ingår i släktet Oribatella och familjen Oribatellidae. Inga underarter finns listade i Catalogue of Life.